# 다비드 할리데이
다비드 할리데이(프랑스어: David Hallyday, 1966년 8월 14일 ~ )은 프랑스의 가수, 작곡가, 배우이자 아마추어 자동차 경주 선수이다.